# 24025 Кімволлін
24025 Кімволлін (24025 Kimwallin) — астероїд головного поясу, відкритий 9 вересня 1999 року.
Тіссеранів параметр щодо Юпітера — 3,619.